# Zoersel
Zoersel és un municipi belga de la província d'Anvers a la regió de Flandes. Està compost per les seccions de Zoersel i Halle. Limita al nord-oest amb Brecht, al nord amb Malle, a l'oest amb Schilde. al sud-oest amb Ranst, al sud amb Zandhoven i al sud-est amb Vorselaar.

## Evolució de la població

### Seglexix
| Any      | 1806 | 1816 | 1830 | 1846 | 1856 | 1866 | 1876 | 1880 | 1890 |
| -------- | ---- | ---- | ---- | ---- | ---- | ---- | ---- | ---- | ---- |
| Població | 738  | 794  | 906  | 1031 | 998  | 937  | 988  | 967  | 995  |
|          |      |      |      |      |      |      |      |      |      |

### Segle XX (fins a 1976)
| Any      | 1900 | 1910 | 1920 | 1930 | 1947 | 1961 | 1970 | 1976 |  |
| -------- | ---- | ---- | ---- | ---- | ---- | ---- | ---- | ---- |  |
| Població | 1059 | 1159 | 1184 | 1472 | 1805 | 2595 | 3419 | 4872 |  |
|          |      |      |      |      |      |      |      |      |  |

### 1977 ençà
| Any       | 1977   | 1980   | 1985   | 1990   | 1995   | 2000   | 2005   | 2006   |
| --------- | ------ | ------ | ------ | ------ | ------ | ------ | ------ | ------ |
| Població  | 12.983 | 14.347 | 15.736 | 17.662 | 19.512 | 20.164 | 20.426 | 20.627 |
| Font: NIS |        |        |        |        |        |        |        |        |

## Agermanaments
- Lora del Río
- Crucea
- Laubach (Hessen)